# John August
John August (4 d'agost de 1970) és un guionista i director de cinema estatunidenc, conegut per les seves freqüents col·laboracions amb l'escriptura de guions per a les pel·lícules de Tim Burton.

## Biografia
August va néixer i es va criar a Colorado com a John Meise. Va obtenir la Llicenciatura en Periodisme de la Universitat de Drake a Des Moines, Iowa, i un Master en Disseny Gràfic en la pel·lícula The Peter Stark Producing Program a la Universitat del Sud de Califòrnia. Viu a Los Angeles. Es va casar amb un home el 28 de juny de 2008 després que la prohibició de Califòrnia sobre el matrimoni gai fos aixecada.

## Filmografia

### Guions produïts
| Any  | Títol                            | Notes                        |
| ---- | -------------------------------- | ---------------------------- |
| 1999 | Go                               |                              |
| 1999 | Blue Streak                      | Reescriptura sense acreditar |
| 2000 | Titan A.I.                       |                              |
| 2000 | Els àngels de Charlie            |                              |
| 2001 | Parc Juràsic III                 | Reescriptura sense acreditar |
| 2002 | Minority Report                  | Reescriptura sense acreditar |
| 2003 | Charlie's Angels: Full Throttle  |                              |
| 2003 | El tresor de l'Amazones          | Reescriptura sense acreditar |
| 2003 | Big Fish                         |                              |
| 2005 | Charlie i la fàbrica de xocolata |                              |
| 2005 | Corpse Bride                     |                              |
| 2007 | The Nines                        | També director               |
| 2008 | Iron Man                         | Reescriptura sense acreditar |
| 2012 | Frankenweenie                    |                              |
| 2019 | Aladdin                          |                              |
| TBA  | Bob: The Musical                 | Desenvolupant                |

### Guions no produïts
| Títol                  | Notes                          |
| ---------------------- | ------------------------------ |
| Here and Now           | Primer guió                    |
| How to Eat Fried Worms | Esborrany no usat              |
| A Wrinkle in Time      | Esborrany no usat              |
| Devil's Canyon         | Wéstern de zombis sense vendre |
| Fenwick's Suit         |                                |
| Demonology             |                                |
| Fantasy Island         |                                |
| Thief of Always        |                                |
| Scared Guys            |                                |
| Barbarella             |                                |
| Fury                   | Guió d'acció sense vendre      |
| Tarzán                 |                                |

### Televisió
| Any  | Títol        | Notes              |
| ---- | ------------ | ------------------ |
| 2000 | D. de C.     | Sèrie de televisió |
| ?    | The Remnants | Pilot              |